# A Division 1941-1942 (Irlanda)
La stagione 1941-1942 è stata la ventunesima edizione della League of Ireland, massimo livello professionistico del calcio irlandese.

## Classifica finale
|  |     | Classifica finale 1941-1942 | Pt | G  | V  | N | P  | GF | GS | DR  |
|  | --- | --------------------------- | -- | -- | -- | - | -- | -- | -- | --- |
|  | 1.  | Cork Utd                    | 30 | 18 | 13 | 4 | 1  | 54 | 20 | +34 |
|  | 2.  | Shamrock Rovers             | 28 | 18 | 12 | 4 | 2  | 52 | 23 | +29 |
|  | 3.  | Shelbourne                  | 21 | 18 | 8  | 5 | 5  | 38 | 29 | +9  |
|  | 4.  | Dundalk                     | 19 | 18 | 8  | 3 | 7  | 45 | 36 | +9  |
|  | 5.  | St. James's Gate            | 19 | 18 | 6  | 5 | 7  | 41 | 35 | +6  |
|  | 6.  | Brideville                  | 17 | 18 | 5  | 7 | 6  | 29 | 44 | -15 |
|  | 7.  | Limerick                    | 15 | 18 | 6  | 3 | 9  | 32 | 33 | -1  |
|  | 8.  | Bohemians                   | 14 | 18 | 4  | 6 | 8  | 29 | 36 | -7  |
|  | 9.  | Drumcondra                  | 14 | 18 | 4  | 6 | 8  | 29 | 49 | -20 |
|  | 10. | Bray Unknowns               | 3  | 18 | 0  | 3 | 15 | 17 | 61 | -44 |

### Verdetti
- Cork United campione d'Irlanda 1941-1942.

## Statistiche

### Squadre
- Maggior numero di vittorie:  Cork Utd (13)
- Minor numero di sconfitte:  Cork Utd (1)
- Migliore attacco:  Cork Utd (54 gol fatti)
- Miglior difesa:  Cork Utd (20 gol subìti)
- Miglior differenza reti:  Cork Utd (+34)
- Maggior numero di pareggi:  Brideville (7)
- Minor numero di pareggi:  Dundalk,  Limerick e  Bray Unknowns (3)
- Maggior numero di sconfitte:  Bray Unknowns (15)
- Minor numero di vittorie:  Bray Unknowns (0)
- Peggiore attacco:  Bray Unknowns (17 gol fatti)
- Peggior difesa:  Bray Unknowns (61 gol subìti)
- Peggior differenza reti:  Bray Unknowns (-44)

### Capocannoniere
|  | Gol | Marcatore   | Squadra  |
|  | --- | ----------- | -------- |
|  | 20  | Tommy Byrne | Limerick |